# ТИЗ АМ-600
ТИЗ АМ-600 — модель мотоциклов, выпускавшихся в 1935—1941 годах Таганрогским инструментальным заводом («Таганрогский инструментальный завод № 65 имени товарища Сталина»), а после эвакуации — Тюменским мотоциклетным заводом (1941—1943 гг.). Использовался Красной армией во время Великой Отечественной войны.

## История

Пулемётчики-мотоциклисты на параде на Красной площади. Москва, 1936.

В 1935 году Наркомтяжпром СССР принял решение выпускать на ТИЗе (Таганрогском инструментальном заводе) советский двойник мотоцикла «Бирмингемской компании лёгкого оружия» модели «BSA Sloper» с 600-кубовым нижнеклапанным двигателем и четырёхступенчатой коробкой передач. Предварительно были приобретены образцы, мотоциклетный отдел НАТИ разобрал образец машины, сделал рабочие чертежи, перевёл дюймовые размеры и допуски в метрические, провёл металлографический анализ деталей, угадывая их термообработку. Первые три мотоцикла (заводской индекс — ТИЗ-1) удалось собрать к 1 мая 1935 года. Они участвовали в праздничной первомайской демонстрации, вызвав восхищение таганрожцев. В 1936 году мотоцикл был утверждён в серийное производство (он предназначался для Красной армии, НКВД, и Народно-освободительной армии Китая). Мотоциклы ТИЗ АМ-600 показали отличные результаты в испытательном пробеге на 7 000 км по Памиру и во Всесоюзных соревнованиях на первенство по мотоспорту. Благодаря высокой технической культуре производства мотоциклы ТИЗ АМ-600 обрели репутацию надёжных и долговечных машин. Выпускались с коляской, а для нужд армии и НКВД — с турелью для пулемёта. Также на ТИЗе было налажено производство двигателей для этих мотоциклов. Кроме того, это были самые мощные советские мотоциклы на тот момент.
В 1941 году производство мотоцикла было эвакуировано на Тюменский мотоциклетный завод, где он собирался до 1943 года.

## Описание

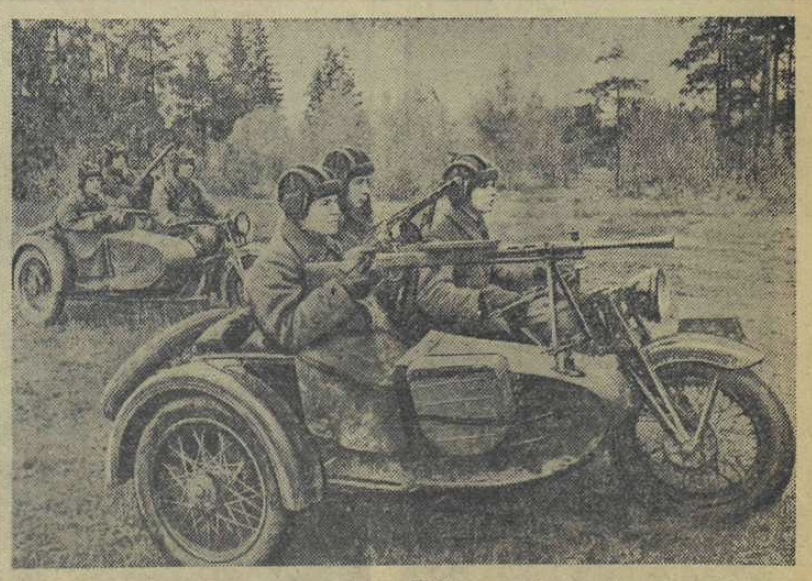
Мотоциклисты-разведчики, на мотоцикле ТИЗ АМ-600 с коляской от мотоцикла М72, направляются для выполнения боевой задачи.

Мотоцикл ТИЗ АМ-600 оснащался одноцилиндровым нижнеклапанным 595-кубовым двигателем, мощностью 16,5 л.с., комбинированной системой смазки (под давлением и разбрызгиванием), четырёхступенчатой коробкой передач в отдельном картере, многодисковым сухим сцеплением, трубчатой составной рамой не имеющей маркировки и информационных табличек изготовленных на заводе № 65 имени товарища Сталина. Соединяемой пайкой с литыми элементами, параллелограммной вилкой, рулём, закреплённым к вилке через резиновые амортизирующие втулки, глубокими крыльями и взаимозаменяемыми колёсами (впервые в СССР) с прямобортными (тоже впервые в СССР) шинами размерностью 4,00—19. В отличие от прототипа вместо кованой балки, объединенной с рулевой головкой, применили сварную треугольную ферму из труб. Седло также сделали другим. Рукоятки управления сцеплением и тормозом — «немецкого» типа (концы рычагов смотрели не наружу, а внутрь — при падении уменьшался риск их повреждения). В остальном машина оставалась типично английской: тормозная педаль под левой ногой, кикстартер — справа, передачи переключались рычагом, а не педалью. Двигатель работал на бензине с октановым числом 66, а в качестве смазки использовалось масло Автол-8 (зимой Автол-6). Невысокое качество масла и отсутствие в системе смазки фильтра требовали частой смены масла (через каждую тысячу километров). Поворачивая головку игольчатого клапана можно было изменять количество масла, поступающего к маслонасосу.
Крутящий момент от двигателя на коробку передач и от коробки передач за заднее колесо передавался цепями без герметичных кожухов.
Окрашивались мотоциклы в неяркие цвета, хромирование не применялось (выпускная труба и глушитель типа «рыбий хвост» также не хромировались).
Модификация 1940 года получила головку цилиндра из алюминиевого сплава, увеличенную площадь оребрения цилиндра, изменённый масляный насос, увеличенный масляный резервуар в картере, укороченные крылья с ребром посредине, новые шины 3,75-19 (с протектором «ёлочка») и возможность присоединять коляску от мотоцикла М-72.

## Техническая характеристика ТИЗ АМ-600 (одиночки)

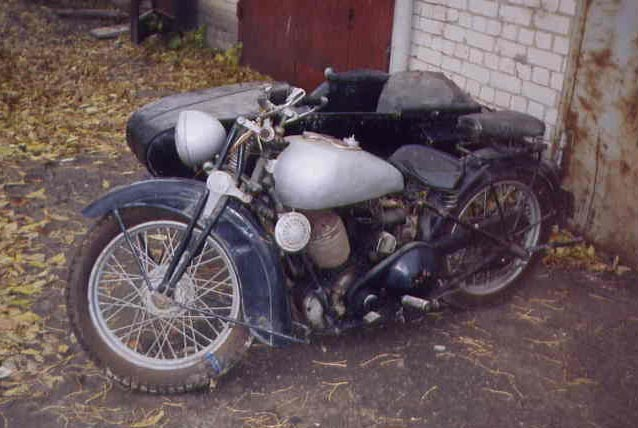
Мотоцикл ТИЗ АМ-600 с коляской

- Двигатель: четырехтактный, одноцилиндровый, нижнеклапанный
  - диаметр цилиндра — 85 мм
  - ход поршня — 105 мм
  - рабочий объем — 595 см3
  - степень сжатия 4,8—5,0
  - Мощность 16 л.с. при 3800 об/мин.
  - Крутящий момент 3,1 кг·м
- Число передач — 4
- Передаточные числа
  - моторной передачи 2,666
  - первая передача 2,98
  - вторая передача 2,06
  - третья передача 1,32
  - четвёртая передача 1,00
  - главной передачи 2,21
- Размер шин — 4,00—19
- База — 1420 мм
- Длина — 2170 мм
- Ширина — 830 мм
- Высота — 970 мм
- Клиренс — 125 мм
- Высота седла — 700 мм
- Дорожный просвет — 125 мм
- Масса: сухая— 185 кг,снаряженная — 205 кг
- Масса сухая с коляской 315 кг
- Максимальная скорость — 95 км/ч
- Средний эксплуатационный расход топлива — 5,7 л/100 км
- Запас топлива — 17 л